# Лилијанес
Лилијанес (итал. Lillianes) је насеље у Италији у округу Долина Аосте, региону Долина Аосте.
Према процени из 2011. у насељу је живело 370 становника. Насеље се налази на надморској висини од 669 м.

## Становништво
Према резултатима пописа становништва 2011. у општини је живело 465 становника.
| 1951. | 1961. | 1971. | 1981. | 1991. | 2001. | 2011. |
| ----- | ----- | ----- | ----- | ----- | ----- | ----- |
| 529   | 497   | 469   | 450   | 456   | 473   | 465   |